# Uroobovella anwenjui
Uroobovella anwenjui es una especie de arácnido del orden Mesostigmata de la familia Urodinychidae.

## Distribución geográfica
Se encuentra en Jilin (China).